# 峨眉青荚叶
峨眉青荚叶（学名：Helwingia omeiensis）为山茱萸科青荚叶属下的一个变种。

## 扩展阅读
維基物種上的相關：峨眉青荚叶